# Kehinde Wiley

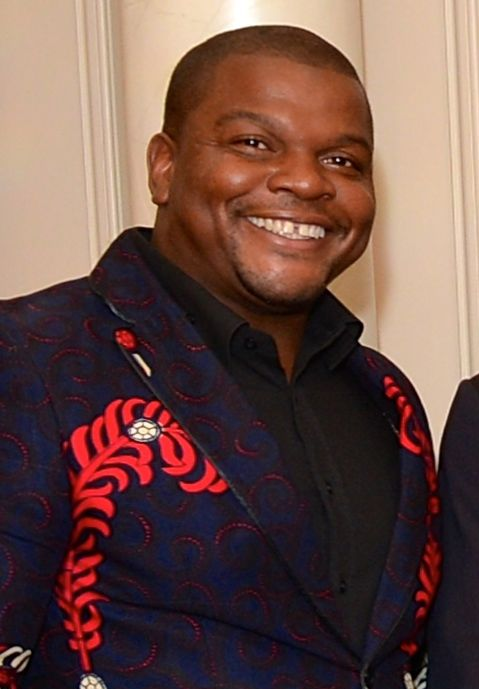
Kehinde Wiley (2015)

Kehinde Wiley (* 1977 in Los Angeles, Kalifornien) ist ein US-amerikanischer Maler.

## Leben
Kehinde Wiley ist der Sohn eines den Yoruba angehörenden nigerianischen Vaters und einer afroamerikanischen Mutter. Sein Vater, der als Stipendiat in den USA studierte, verließ die Familie schon vor seiner Geburt, Wiley lernte ihn erst im Alter von 20 Jahren kennen. Wiley nahm als Kind an einem kostenlosen Programm teil, mit dem Kinder aus den sozial benachteiligten Stadtvierteln mit Kunst in Berührung kamen. Mit 12 Jahren wurde er 1989 eingeladen, in die damalige Sowjetunion zu fahren und in einem Workshop in Leningrad Murals zu malen, die russische Sprache zu lernen und eine für ihn völlig neue Welt kennen zu lernen. Damals entstand der Wunsch, Kunst zu einem Beruf zu machen. Er sah aber noch keine Möglichkeit, als Künstler zu leben, sondern plante eine Karriere als Kunstlehrer.
Kehinde Wiley ist Absolvent der Los Angeles County High School for the Arts, schloss das San Francisco Art Institute mit dem Bachelor of Fine Arts (BfA) und die Yale University mit dem Master of Fine Arts ab. Im Laufe der Ausbildung lernte er die Kunstwelt kennen und erkannte, dass Kritik wenig mit dem Werk und viel mit dem Umfeld des Kritikers und des Künstlers zu tun hat. Dadurch entwickelte sich die Option, selbst als Künstler zu arbeiten.
Er ist vor allem bekannt für seine großflächigen Malereien, die Personen afroamerikanischer Herkunft in Posen darstellen, die an die klassischen Werke der Alten Meister erinnern. Seine Arbeit wurde auch als Bling-Bling baroque (Barock) bezeichnet.
Bilder von ihm werden für mehr als 25.000 US-Dollar verkauft, unter anderem an Berühmtheiten wie Elton John oder Denzel Washington. Seine Werke wurden in Einzelausstellungen im Brooklyn Museum, Deitch Projects und Conner Contemporary in Washington, D.C. gezeigt. Mitte 2006 erschien er in Artstar, der ersten improvisierten Reality-TV-Fernsehserie, die in der New Yorker Kunstszene spielt.
2010 zeigte der Kunstsammler Thomas Olbricht in seinem neuerbauten Ausstellungshaus Me Collectors Room an der Auguststraße in Berlin Wileys Gemälde Equestrian Portrait of Philip II, das Michael Jackson beim Künstler in Auftrag gegeben hatte.
Barack Obama wählte Kehinde Wiley aus, um sein offizielles Porträt für die National Portrait Gallery zu malen. Nach der Enthüllung des Gemäldes im Februar 2018 starteten Alt-Right-Aktivisten eine Kommunikationskampagne gegen Wiley mit Hinweis auf dessen Holofernes-Darstellungen, in denen die triumphierende Täterin schwarz und das Opfer der Enthauptung weiß ist.
Die Hamburger Kunsthalle zeigt drei Werke von Wiley aus dem Projekt "The Prelude", das Kehinde Wiley mit der National Gallery (London) 2021 realisiert hatte, im Rahmen der Caspar David Friedrich Ausstellung vom 15. Dezember 2023 bis 1. April 2024, eine Video-Installation in Teil 2 und zwei großformatige Bilder im Teil 3 der Ausstellung.